# Vàrdzia
El monestir de Vàrdzia (en georgià: ვარძია) és un monestir del sud de Geòrgia, excavat en una cova als vessants de la muntanya d'Erusheti, a la riba esquerra del riu Kura, a trenta quilòmetres d'Aspindza. El període principal de construcció en fou la segona meitat del segle xii. Les coves s'estenen al llarg del penya-segat durant uns cinc-cents metres i fins a dinou. També és conegut com l'església de la Dormició, que data de la dècada del 1180 durant l'edat d'or de Tamara de Geòrgia i Xota Rustaveli; té una important sèrie de pintures murals. El lloc va ser abandonat en gran part després de la presa de possessió otomana al segle xvi. Actualment, part d'una reserva de patrimoni estatal, l'extensa zona de Vàrdzia- Khertvisi, ha estat presentada per a la seva futura inscripció a la Llista del Patrimoni de la Humanitat de la UNESCO.

## Història

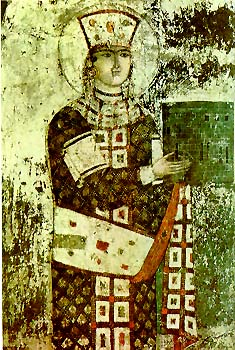
Tamara de Geòrgia a l'església de la Dormició, amb un model de l'església; un mite etiològic es té de la jove Tamara: estant de cacera amb Giorgi, es va perdre a les coves; quan se la cridà, ella va respondre «Jo soc aquí» (georgià: აქ ვარ ძია, ac var dzia), i donà nom al lloc

Les excavacions de l'era soviètica han demostrat que la zona de Vàrdzia va ser habitada durant l'edat del bronze i va indicar l'abast de la cultura de Trialètia. Els assentaments de coves com la d'Uplistsikhe es coneixen al llarg del riu Kura des de almenys el segle V aC, mentre que l'arquitectura rupestre en el context del cristianisme georgià es coneix des de Zedazeni i Garedzhi, del segle VI aC, i més localment de Vanis Kvabebi, Cholta i Margastani, del segle viii. A Vàrdzia s'han identificat quatre fases de construcció diferents: la primera durant el regnat de Giorgi III de Geòrgia (1156–1184), quan es va establir el lloc i es van excavar les primeres cases cova; el segon entre la seva mort i el matrimoni de la seva filla i successora Tamara el 1186, quan es va tallar i decorar l'església de la Dormició; el tercer des d'aquesta data fins a la batalla de Basians, c.1203, durant els quals es van construir molts més habitatges, així com les defenses, el subministrament d'aigua i la xarxa de rec; mentre que el quart va ser un període de reconstrucció parcial després de forts danys en el terratrèmol de 1283.

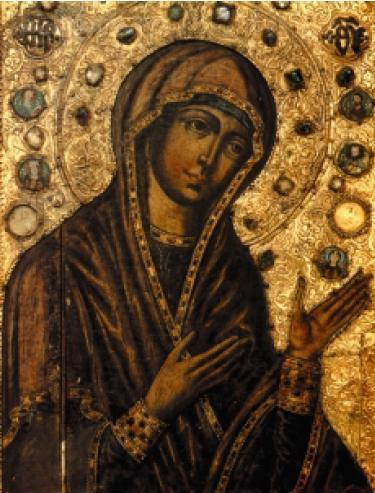
Icona de la Mare de Déu de Vàrdzia

Diverses fonts documentals complementen els coneixements derivats del teixit físic del lloc. La col·lecció de cròniques conegudes com a Cròniques georgianes fa referència a Tamara, que va erigir una església per albergar la icona de la Mare de Déu de Vàrdzia després de rebre ajuda divina en les seves campanyes, abans de traslladar el monestir de l'Alt o de Zeda Vàrdzia. Es diu que Tamara va partir de Vàrdzia durant la seva campanya contra els musulmans, i la seva victòria a Basià se celebra en els Himnes en honor de la Mare de Déu de Vàrdzia per Ioane Shavteli. Les Cròniques georgianes relaten també com Vàrdzia va escapar de les conquestes mongoles a la dècada de 1290. El cronista persa safàvida Hasan Bey Rumlu descriu Vàrdzia com una «meravella», «inexpugnable com la paret d'Alexandre el Gran», abans de relatar el saqueig dels perses amb Tahmasp I el 1551; una nota gairebé contemporània a l'Evangeli de Vàrdzia ens explica la seva repatriació en un basar persa. Després de l'arribada dels otomans el 1578, els monjos van partir i el lloc va ser abandonat.

## Situació
La major superfície de Vàrdzia inclou també l'església de Zeda Vàrdzia i el poble de roca i les esglésies de coves d'Ananauri, del segle xi al segle xii. El lloc més baix es va tallar a partir de l'estrat central de la bretxa de la superfície de la falda del penya-segat a una elevació de tretze metres sobre el nivell del mar. Es divideix en una part oriental i una part occidental per l'església de la Dormició. A la part oriental del complex hi ha setanta-nou habitatges en coves separats, en vuit nivells i amb un total de 242 habitacions, incloses sis capelles, la «Sala de Tamar», sala de reunions, sala de recepció, farmàcia i vint cellers de vins; 185 atuells de vi enfonsats documenten la importància de la viticultura en l'economia monàstica. A la part occidental, entre el campanar i l'església principal, hi ha unes quantes cases més, en tretze nivells i amb un total de 165 habitacions, de les quals hi ha sis capelles, un refetor amb fleca, altres forns per fer pa i una farga. Més enllà del campanar, el complex arriba a dinou nivells, amb escales cap al cementiri. La infraestructura inclou túnels d'accés, instal·lacions d'aigua i disposició per a la defensa.

## Església de la Dormició

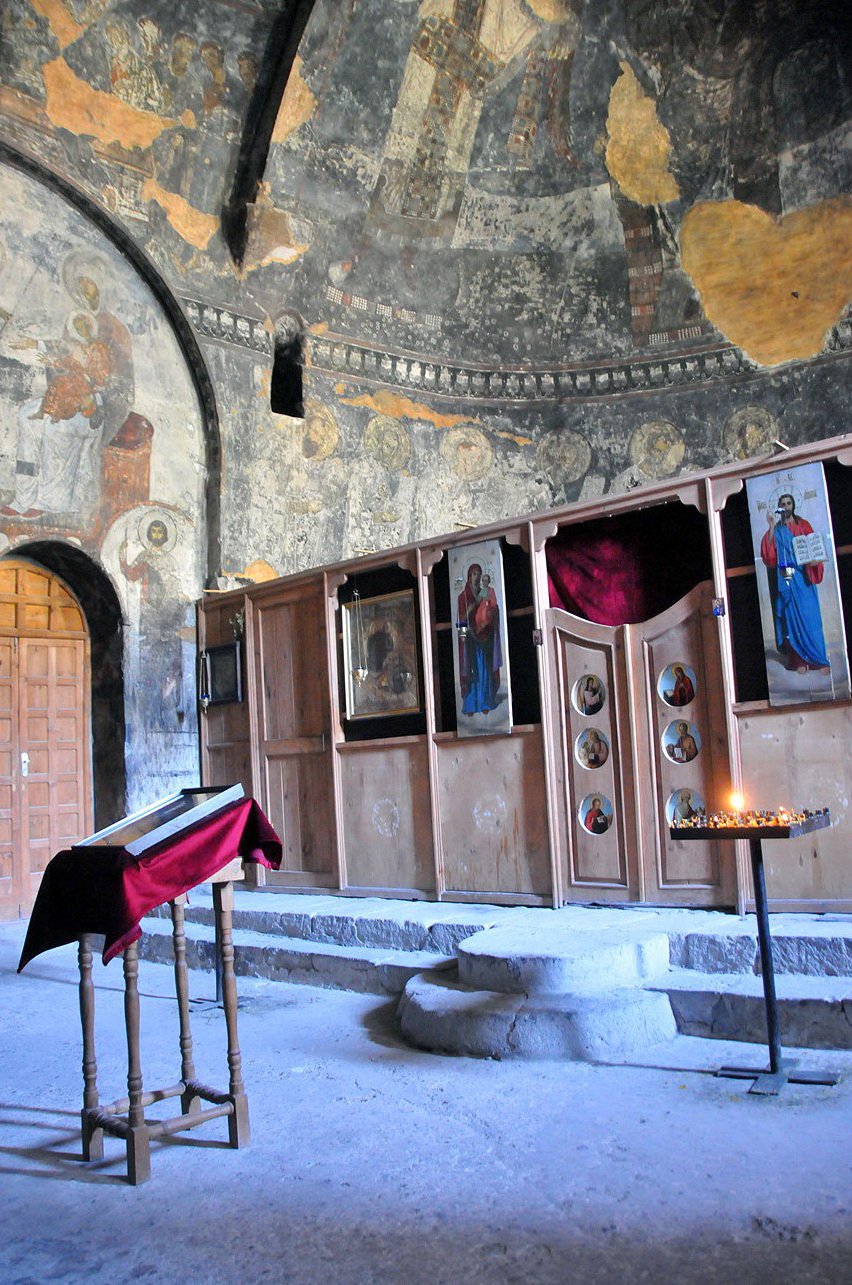
Vista de l'absis i la iconòstasi o pantalla decorada amb icones que separen la nau de l'altar

L'església de la Dormició va ser el focus central espiritual i monumental del lloc. Tallada en la roca, les parets es reforcen en pedra; fa 8,2 m x 14,5 m, fins a arribar a una alçada de 9,2 metres. Es pinten tant l'església com el nàrtex; aquestes pintures són d'«importància crucial en el desenvolupament de la pintura mural georgiana medieval». El seu mecenes, Rati Surameli, es commemora en un retrat de donant a la paret nord; la inscripció que l'acompanya diu «Mare de Déu, accepta ... l'ofrena del vostre servent Rati, eristhavi de Kartli, que ha decorat gelosament aquesta santa església per la vostra glòria». A la mateixa paret nord hi ha retrats dels fundadors reials, Giorgi III de Geòrgia i Tamara; li falta la cinta que és l'atribut d'una dona casada i la seva inscripció inclou la fórmula «Que Déu li concedeixi una llarga vida», mentre que la de Giorgi no ho fa; això ajuda a datar les pintures entre la mort de Giorgi el 1184 i el matrimoni de Tamara el 1186. Els episodis de la vida de Crist ocupen les voltes i les parets superiors en una seqüència, començant per l'anunciació, seguida de la nativitat, presentació de Jesús al Temple, el baptisme, la transfiguració de Jesús, resurrecció de Llàtzer, entrada triomfal a Jerusalem, l'últim sopar, crucifixió, l'ascensió, descendència de l'Esperit Sant i dormició de Maria (l'església és de vegades coneguda com l'església de l'Assumpció, que correspon a la festa ortodoxa de la Dormició. A un nivell inferior, més accessible com a intercessors, hi ha pintures de sants i estilites). A la paret posterior del santuari, darrere de l'altar, hi ha els dotze pares de l'Església. Al nàrtex hi ha escenes del Judici Final, el senyor d'Abraham, els àngels que porten un medalló amb la creu i tres escenes de la vida de sant Esteve; es van perdre altres pintures en el terratrèmol de 1283. Les pintures no són frescos, sinó executades en secco, i «testifiquen els contactes amb l'Orient cristià i el món romà d'Orient, però aplicats amb tradicions artístiques locals».

## Túnels

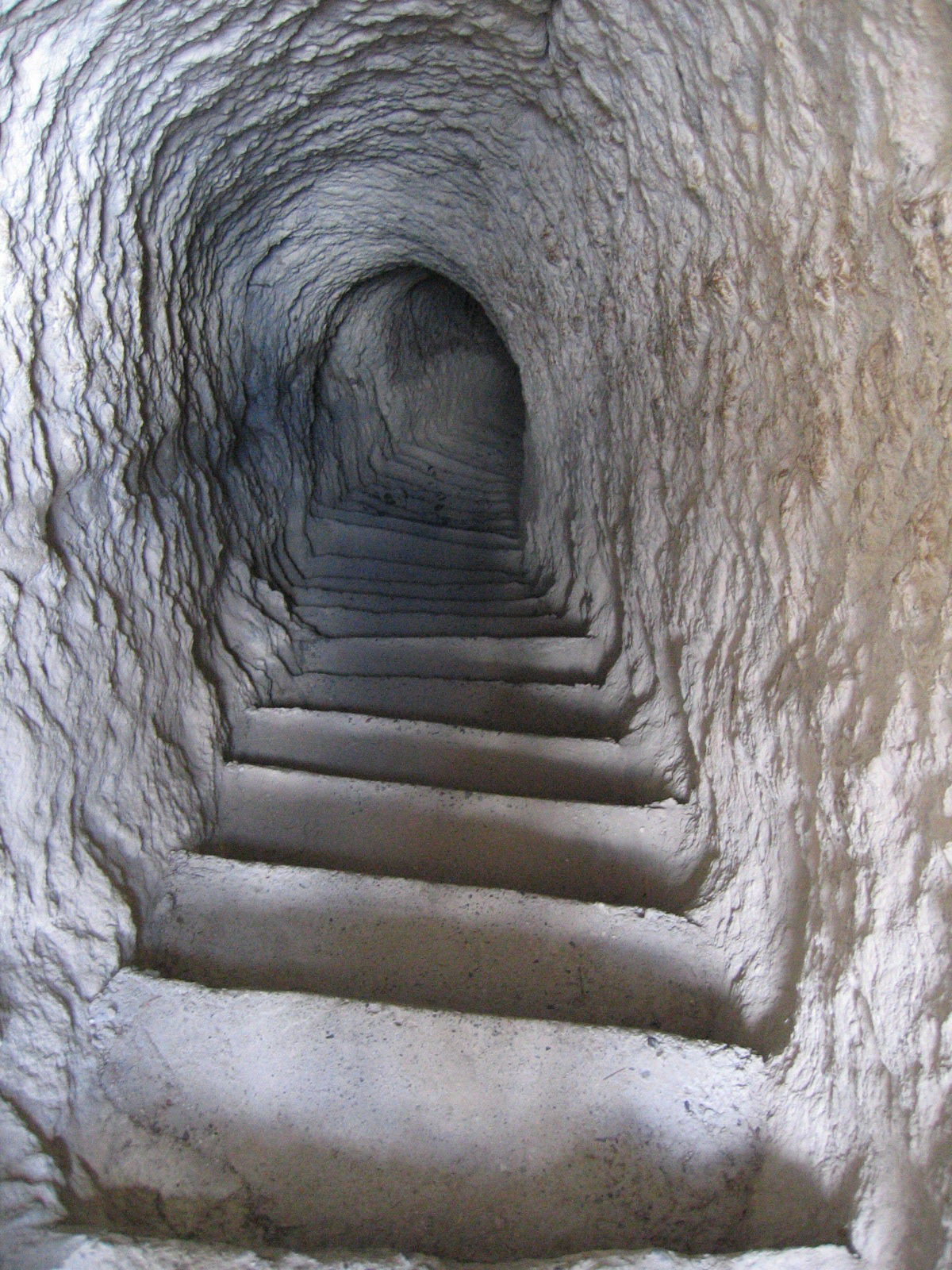
Túnel de sortida

El túnel està connectat al subministrament d'aigua de la part central de Vàrdzia. Es troba a la capa tectònica; la seva longitud és de 16 m. Els túnels que comencen al costat nord del temple van al monestir, i la seva longitud és d'uns 64 metres. A la part oriental de Vàrdzia, el túnel que es crea per la «sortida» a la carretera de la roca té 220 metres de longitud. A Vàrdzia hi ha una gran varietat de nínxols -llits, fornícules petites per a llibres, escriptoris, i molt més. La canonada d'aigua es treu de Vàrdzia, l'antic poble de la Vàrdzia superior. Un terç de la terrassa de 3,5 km es troba amb túnels rocosos, creant «llits» per a canonades de ceràmica. Al mig de la pista es creen dipòsits de ceràmica i control. El debat sobre l'aigua és que hauria d'haver estat de 166.000 litres per dia, cosa que satisfaria a prop de 50.000 persones.

## Gestió

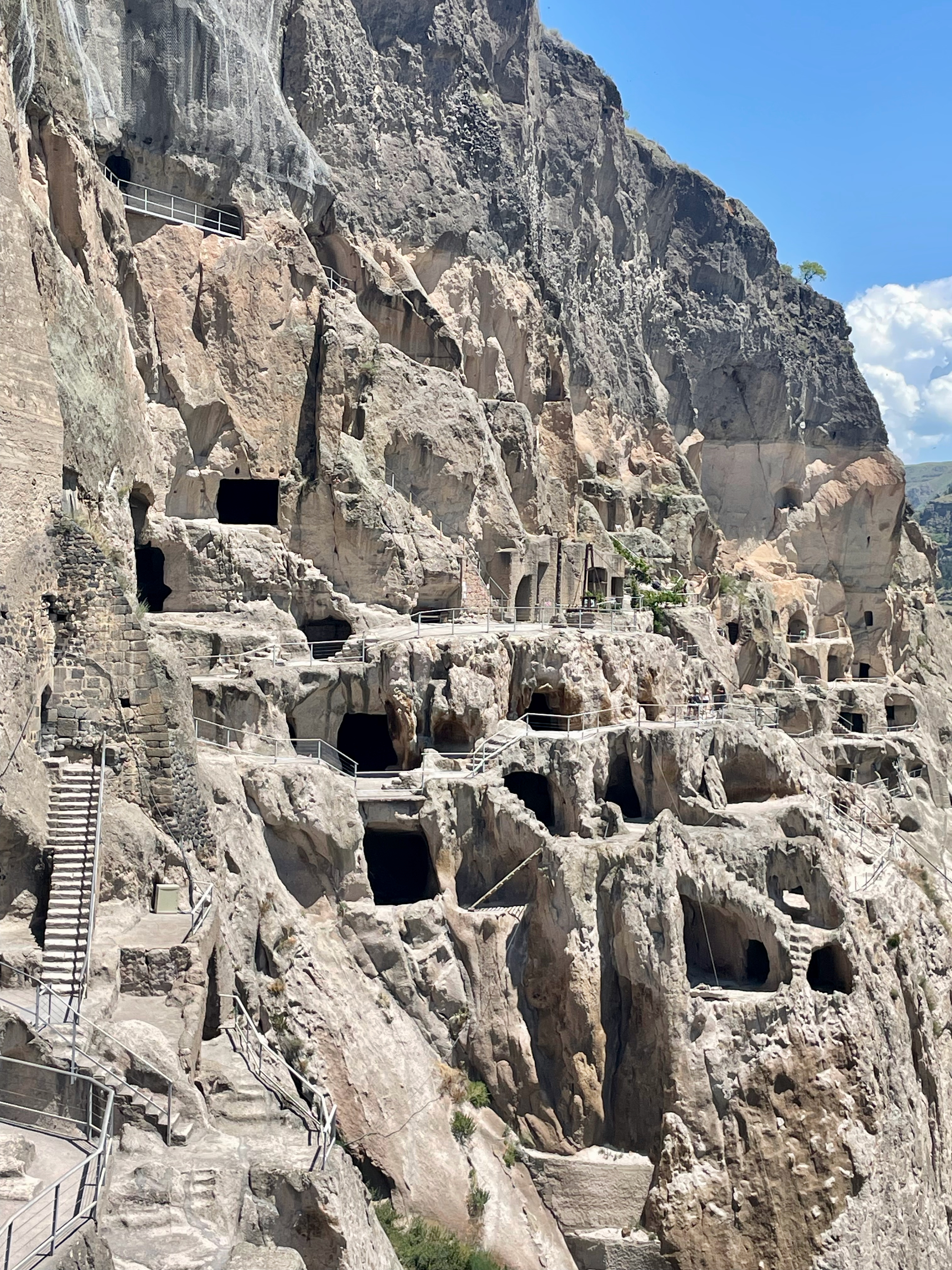
Vàrdzia, vista parcial

Des del 1985, el lloc ha format part del Museu Reserva Vàrdzia-Museu Arquitectònic, que inclou quaranta-sis llocs arquitectònics, dotze jaciments arqueològics i vint-i-un llocs d'art monumental. El 1999 Vàrdzia-Khertvisi es va presentar per inscriure's en la llista del Patrimoni de la Humanitat de la UNESCO com a lloc cultural d'acord amb els criteris ii, iii, iv, v i vi. En la seva avaluació, l'organisme consultiu ICOMOS va citar Göreme de Capadòcia com la comparança més propera entre els llocs de monestir cova amb importància internacional. El 2007 Vàrdzia-Khertvisi es va presentar de nou com a lloc cultural i natural mixt, d'acord amb el criteri vii. Des del 2012, la conservació de les pintures murals a l'església de la Dormició ha de ser realitzada per Courtauld Institute of Art juntament amb l'Agència Nacional per a la Preservació del Patrimoni Cultural de Geòrgia i l'Acadèmia Estatal d'Arts de Tbilissi.